# Гудзь Порфирій Мартинович
Порфирій Мартинович Гудзь (нар. 23 лютого 1902 — пом. 16 серпня  1969) — радянський військовик, Герой Радянського Союзу (1943).

## Життєпис
Народився 23 лютого 1902 року в шахтарському селищі Олександрівка (нині в межах міста Покров). Українець. В 1917 році закінчив Маріупольську учительську семінарію.
В лютого 1918 року в РСЧА. Брав участь у Громадянській війні в Росії.
Закінчив курси «Выстрел» у 1925 році. Командував ескадроном, пізніше кавалерійським полком.
Брав участь у радянсько–фінській війні 1939-40 років.
На фронтах німецько-радянської війни з червня 1941 року. Був на різних керівних посадах, кількаразово на короткі періоди призначався командиром стрілецьких дивізій. Особливо відзначився під час битви за Дніпро. 22 вересня 1943 року 8-а стрілецька дивізія, під командуванням полковника Гудзя почала форсувати Дніпро на підручних засобах в районі села Навози Дніпровські (Чернігівський район Чернігівської області) незважаючи на вогонь противника. 25 вересня дивізія стрімко вийшла до річки Прип'яті, форсувавши її в районі села Копачі (Чорнобильський район Київської області) закріпилась на плацдармі вклинившись у ворожу оборону на 6-8 км.
З вересні 1945 року полковник П. М. Гудзь у відставці. Жив у Москві. Помер Порфирій Мартинович 16 серпня 1969 року, похований в місті Донський (Тульська область) поруч з Братською могилою бійців його дивізії, які загинули звільняючи це місто.

## Звання та нагороди
16 жовтня 1943 року Порфирію Мартиновичу Гудзю присвоєно звання Героя Радянського Союзу.
Також нагороджений:
- орденом Леніна
- 2-а орденами Червоного Прапора
- орденом Суворова ІІ ступеня
- орденом Червоної Зірки